# Cetti River
Cetti River är ett vattendrag i Guam (USA).   Det ligger i kommunen Umatac, i den sydvästra delen av Guam, 19 km sydväst om huvudstaden Hagåtña. Cetti River mynnar i Cetti Bay.